# Wendy Doniger
Wendy Doniger O’Flaherty (Nueva York, 20 de noviembre de 1940) es una indóloga estadounidense.
Desde 1978 trabaja en la Divinity School (Escuela de Teología) de la Universidad de Chicago, tiene el cargo de «profesor de servicio distinguido»; también trabaja en el Departamento de Lenguas y Civilizaciones de Asia Meridional, y en el Comité del Pensamiento Social.
Gran parte de su trabajo se centra en traducir, interpretar y comparar elementos de la mitología hindú a través de los contextos modernos de género, sexualidad e identidad. Ella se describe como «una sanscritista, o incluso una orientalista en recuperación» y «una filóloga pasada de moda».

## Biografía
Doniger nació en la ciudad de Nueva York de padres inmigrantes judíos no observantes, y creció en Great Neck (estado de Nueva York), donde su padre, Lester L. Doniger, tenía un negocio editorial. Mientras estaba en la escuela secundaria, estudió danza con Martha Graham y George Balanchine. En 1962 se graduó summa cum laude en sánscrito y estudios de la India en el Radcliffe College, y en junio de 1963 recibió su maestría en la Harvard Graduate School of Arts and Sciences. Entre 1963 y 1964 estudió doce meses en la India con una beca junior del Instituto Estadounidense de Estudios Indios. En junio de 1968 obtuvo su primer doctorado de la Universidad de Harvard, con una disertación sobre «Asceticism and sexuality in the mythology of Shiva» (‘el ascetismo y la sexualidad en la mitología de Sivá’), dirigida por Daniel H. H. Ingalls (padre). En febrero de 1973 obtuvo su segundo doctorado en Estudios Orientales de la Universidad de Oxford, con una disertación sobre «The origins of heresy in hindu mythology» (‘Los orígenes de la herejía en la mitología hindú’), bajo la dirección de R. C. Zaehner. Desde entonces, ha sido galardonada con seis doctorados honoris causa.
En la Universidad de Chicago, Doniger es profesora distinguida de servicio en la cátedra «Mircea Eliade» en Historia de las Religiones. Desde 1979 ha formado parte del consejo editorial de la historia de las religiones. Ha editado una docena de publicaciones de otros autores. En 1984 fue elegida presidenta de la Academia Estadounidense de Religión, y en 1997 presidenta de la Asociación de Estudios Asiáticos. Es miembro del Consejo Editorial Internacional de la Enciclopedia Británica.
En junio de 2000 fue galardonada con el Premio Literario PEN Oakland / Josephine Miles de la excelencia en la literatura multicultural, de no ficción, por su libro Splitting the difference (‘dividir la diferencia’). En octubre de 2002 recibió el premio Mary Rose Crawshay de la Academia Británica, por el mejor libro de literatura en inglés escrito por una mujer, por su libro for The bedtrick (‘el truco en la cama’). La Academia Estadounidense de Religión le otorgó el Premio 2008 Martin E. Marty por colaborar en la comprensión pública de la religión.
Fue invitada a dar la Conferencia del Presidente 2010 del Instituto de Arte de Chicago, en el Festival de Humanidades de Chicago, que fue titulado «El lingam se hizo carne: dos niveles separados en el simbolismo artístico hindú».
Ha tenido a su cargo más de 100 estudiantes de doctorado, entre ellos David Gordon White, Jeffrey Kripal, David Dean Shulman y Laurie Patton.

## Recepción
Desde que comenzó a escribir en los años sesenta, Doniger ha ganado la reputación de ser uno de los principales eruditos estadounidenses en humanidades.
Sus libros, tanto sobre hinduismo como sobre otras áreas, han sido positivamente reseñadas por el escritor indio Vijaya Nagarajan
y el experto estadounidense en hinduismo Lindsey B. Harlan, quien señaló como parte de una reseña positiva que «la prioridad de Doniger es su deseo de rescatar el proyecto de la comparación entre religiones de las fauces de ciertos defensores del posmodernismo».
Acerca de su Hindu myths: a sourcebook translated from the sanskrit (‘mitos hindúes, un libro traducido del sánscrito’), el indólogo Richard Gombrich escribió: «Intelectualmente, es un triunfo...»
Gombrich dijo que el libro Asceticism and eroticism in the mythology of Siva (‘ascetismo y erotismo en la mitología de Siva’), de Doniger, «erudito y emocionante».
El historiador de la religión Ioan P. Culianu consideró entre las más confiables la traducción de Doniger de 108 himnos seleccionados del Rig-veda (mediados del II milenio a. C.).
Sudhir Kakar la ha llamado también «uno de los mitólogos más distinguidos de nuestro tiempo».
El libro The hindus: an alternative history (‘los hindúes: una historia alternativa’) de 2009 recibió muchos comentarios positivos, por ejemplo, de las revistas
Library Journal,
el Times Literary Supplement,
el New York Review of Books,
el New York Times,
y The Hindu.
Según el diario Hindustan Times, el libro The Hindus fue un éxito de ventas en la categoría de no ficción en la India en 2009.
En enero de 2010, el Círculo Nacional de Críticos Literarios nombró a The hindus como finalista para sus premios 2009.
La Hindu American Foundation protestó contra esta decisión, alegando errores y sesgos en el libro.

## Controversia
A principios de la década del 2000, dentro de la comunidad hinduista surgió un desacuerdo acerca de si Doniger describe con exactitud sus tradiciones. Junto con muchos de sus colegas, fue objeto de una crítica por Rajiv Malhotra por usar conceptos psicoanalíticos en la interpretación de temas no occidentales. Malhotra dijo que el hinduismo estaba siendo demonizado para crear vergüenza entre los jóvenes hinduistas.
Christian Lee Novetzke, profesor asociado de Estudios del Sur de Asia de la Universidad de Washington, resumió la controversia de la siguiente manera: «Wendy Doniger, principal experto del pensamiento religioso de la India y la historia expresada a través de fuentes en sánscrito, se ha enfrentado a las frecuentes críticas de aquellos que consideran que su trabajo es una falta de respeto contra el hinduismo en general».
El profesor Novetzke citó el uso que hace Doniger de la teoría psicoanalítica, como «una especie de pararrayos para la censura que estos eruditos reciben de los críticos independientes y organizaciones “perro guardián”, que dicen representar los sentimientos de los hindúes».
Martha C. Nussbaum, coincidiendo con Novetzke, añade que si bien el orden del día de aquellos en la comunidad hindú de América que critican Doniger es similar a la de los hindúes de extrema derecha en la India, no son iguales, ya que no tienen «ninguna conexión abierta con la identidad nacional», y que eso ―debido al espíritu predominante de respeto étnico― ha creado sentimientos de culpa entre los estudiosos estadounidenses, que sienten haber ofendido a personas de otra cultura.
Aunque Doniger está de acuerdo en que los indios tienen razones más que suficientes para rechazar la dominación poscolonial, ella afirma que sus obras son solo un punto de vista único, que no subordina a la propia identidad de la India.
En marzo de 2010, el urólogo Asīm Shukla ―cofundador de la Hindu American Foundation (Fundación Hindú Estadounidense)― debatió con Doniger el libro The hindus: an alternative history en un blog sobre religión patrocinado por el Washington Post, y la acusó de sexualizar y exotizar algunos de los pasajes más santos de las escrituras sagradas hindúes. Doniger dijo que su libro se ha vendido bien en la India y le pidió a los críticos que indicaran claramente dónde ella había interpretado mal los textos.
Earle Waugh ―profesor emérito de Teología en la Universidad de Alberta― se refiere a la controversia como un ejemplo del conflicto entre la tradición religiosa y el uso de herramientas analíticas occidentales (tal como la psicología freudiana).

## Obras
Doniger ha escrito 16 libros, ha traducidos (principalmente del sánscrito al inglés) y comentado nueve libros, ha contribuido a muchos de los textos editados y ha escrito centenares de artículos en diarios, revistas y periódicos, como
New York Times Book Review,
London Review of Books,
Times Literary Supplement,
The Times,
The Washington Post,
U. S. News and World Report,
International Herald Tribune,
Parábola,
The Chronicle of Higher Education,
Daedalus,
The Nation y
Journal of Asian Studies.

### Trabajos de interpretación
Publicados como Wendy Doniger O’Flaherty
- Se desempeñó como consultora védica y coautora, y contribuyó con un capítulo («Parte II: historia posvédica de la planta de soma», págs. 95-147) en Soma: divine mushroom of immortality (‘soma: el hongo divino de la inmortalidad’, de R. Gordon Wasson (Nueva York: Harcourt Brace, 1968. 381 págs.
- Asceticism and eroticism in the mythology of Siva (‘ascetismo y erotismo en la mitología de Sivá’), Oxford University Press, 1973. 386 págs.
- The Ganges (‘el Ganges’). Londres: Macdonald Educational, 1975.
- The origins of evil in hindu mythology (‘los orígenes del mal en la mitología hindú’). Berkeley: University of California, 1976. 411 págs.
- Women, androgynes, and other mythical beasts (‘las mujeres, andróginos, y otras bestias míticas’). Chicago: University of Chicago Press, 1980. 382 págs.
- Dreams, illusion, and other realities (‘sueños, ilusión, y otras realidades’). Chicago: University of Chicago Press, 1984. 361 págs.
- Tales of sex and violence: folklore, sacrifice, and danger in the «Jaiminiya Brahmana» (‘cuentos de sexo y violencia: folclor, sacrificio, y peligro en el Yaiminíia-bráhmana’). Chicago: University of Chicago Press, 1985. 145 págs.
- Other peoples’ myths: the cave of echoes (‘mitos de otros pueblos: la cueva de los ecos’). Nueva York: Macmillan, 1988. 225 págs.

Publicados bajo el nombre de Wendy Doniger
- The implied spider: politics and theology in myth (‘la araña implícita: política y teología en los mitos’). Conferencias 1996–1997 del ACLS/AAR. Nueva York: Columbia University Press, 1998; 200 págs.
- Splitting the difference: gender and myth in ancient Greece and India (‘dividir la diferencia: género y mito en la Antigua Grecia y la India’). The 1996 Jordan Lectures. Chicago y Londres: University of London Press y University of Chicago Press, 1999. 376 págs.
- Der Mann, der mit seiner eigenen Frau Ehebruch beging, con comentarios de Lorraine Daston. Berlín: Suhrkamp, 1999. 150 págs.
- The bedtrick: tales of sex and masquerade. Chicago: University of Chicago Press, 2000. 599 págs. Ganó el premio Rose Mary Crawshay de la Academia Británica al mejor libro de literatura inglesa escrito por una mujer, 2002.
- La trappola della giumenta (traducida por Vincenzo Vergiani). Milán: Adelphi, 2003.
- The woman who pretended to be who she was (‘la mujer que pretendía ser quien era’). Nueva York: Oxford University Press, 2005. 272 págs.
- The hindus: an alternative history (‘los hindúes: una historia alternativa’). Nueva York: Penguin Press, 2009. 789 págs.

### Traducciones
Publicadas bajo el nombre de Wendy Doniger O’Flaherty
- Hindu myths: a sourcebook (‘mitos hindúes: libro de texto’), traducido del sánscrito. Harmondsworth: Penguin Classics, 1975; 357 págs.
- The Rig Veda: an anthology, 108 hymns translated from the sanskrit (‘el «Rig-veda»: una antología, 108 himnos traducidos del sánscrito’). Harmondsworth: Penguin Classics, 1981.
- Con David Grene: Antigone (Sophocles). A new translation for the Court Theatre, Chicago, production of February, 1983.
- Textual sources for the study of hinduism (fuentes textuales para el estudio del hinduismo), de la serie Fuentes textuales para el Estudio de la Religión, editado por John R. Hinnells. Chicago: University of Chicago Press, 1990. 211 págs.
- Con David Grene: Oresteia. A new translation for the Court Theatre Production of 1986 (Orestíada, una nueva traducción para la Producción del Teatro de la Corte, de 1986). Chicago: University of Chicago Press, 1988. 249 págs.

Publicadas bajo el nombre de Wendy Doniger
- Mythologies (‘mitologías’), 2 volúmenes, 1500 págs., una traducción reestructurada del Dictionnaire des mythologies (‘diccionario de mitologías’) de Yves Bonnefoy, preparado bajo la dirección de Wendy Doniger. Chicago: University of Chicago Press, 1991.
- The laws of Manu (‘las leyes de Manu’), nueva traducción, con Brian K. Smith, del Manava-dharma-sastra. Harmondsworth: Penguin Classics, 1991.
- Vātsyāyana Kāmasūtra (‘el Kama-sutra de Vatsiaiana’), una nueva traducción de Wendy Doniger y Sudhir Kakar. Nueva York: Oxford University Press, 2002.
- The lady of the jewel necklace and the lady who shows her love (Harsha’s Priyadarsika and Ratnavali) (‘la dama del collar de joyas y la dama que muestra su amor, el «Priyadarsika» y el «Ratnavali» de Jarsha’). Nueva York: New York University Press, JJC Foundation (Clay Sanskrit Series), 2006.

### Volúmenes editados
Publicado con el nombre de Wendy Doniger O’Flaherty
- The concept of duty in South Asia (‘el concepto de deber en el sur de Asia’), Editado (con J. D. M. Derrett), con una introducción (págs. xiii-xix) y un ensayo («El choque entre el deber absoluto y relativo: el dharma de los demonios», págs. 96-106) por W. D. O’Flaherty. Londres: Escuela de Estudios Orientales y Africanos. 240 págs.
- The critical study of sacred Texts (‘el estudio crítico de los textos sagrados’), editado con una introducción (págs. ix-xiii). Berkeley: Graduate Theological Union (serie Estudios Religiosos), 1979. 290 págs.
- Karma and rebirth in classical indian traditions (‘karma y renacimiento en las tradiciones clásicas indias’), editado con una introducción (págs. I-XV) y un ensayo («Karma y renacimiento en los “Vedas” y los “Puranas”, págs. 1-39). Berkeley: University of California Press, 1980. 340 págs. Reimpreso en Nueva Delhi: Banarsidass, 1999.
- The Cave of Siva at Elephanta (‘la cueva de Sivá en Elefanta’) por Wendy Doniger O’Flaherty, Berkson Carmelo y George Michell. Princeton: Princeton University Press, 1983.
- «Religion and change» (‘religión y cambio’), editado por Wendy Doniger O’Flaherty, en revista History of Religions 25: 4, mayo de 1986.

Publicado con el nombre de Wendy Doniger
- Animals in four worlds: sculptures from India (‘los animales en cuatro mundos: esculturas de la India’), fotografías de Stella Snead; texto de Wendy Doniger (págs. 3-23) y George Michell. Chicago: University of Chicago Press, 1989.
- Purana perennis: reciprocity and transformation in hindu and jaina texts (‘Purana perenne: la reciprocidad y la transformación en los textos hinduistas y yainas’), ensayos de David Shulman, V. Narayana Rao, A. K. Ramanujan, Friedhelm Hardy, John Cort, Jaini Padmanabh, Patton Laurie y Wendy Doniger. Editado por Wendy Doniger. SUNY Press, 1993. 331 págs.
- Off with her head! The denial of women's identity in myth, religion, and culture (‘¡que le corten la cabeza!, la negación de la identidad de la mujer en los mitos, la religión y la cultura’). Editado con Howard Eilberg-Schwartz. Berkeley: University of California Press, 1995.
- Myth and method (‘mito y método’). Editado con Laurie Patton. Virginia: University of Virginia Press, 1996.